# Se dice bisonte, no búfalo
Se dice bisonte, no búfalo es el tercer álbum solista de estudio del guitarrista y productor puertorriqueño Omar Rodríguez-López. Escrito y grabado en 2005 en California y Ámsterdam, fue lanzado el 29 de mayo del 2007 por el sello Gold Standard Labs en versiones vinilo y CD. Una edición limitada a 750 ejemplares en vinil fue también puesta a la venta, algunos de los cuales aún están a la venta en el sitio 11spot, que distribuye material relacionado con el sello Gold Standard Laboratories.

## Producción
Bisonte es uno de los cuatro álbumes escritos y grabados por Omar Rodríguez-López mientras vivía en Ámsterdam en noviembre de 2005. Se Dice Bisonte, No Búfalo fue concebido simultáneamente con el álbum Amputechture de The Mars Volta y con la banda sonora del filme de Jorge Hernández Aldana , El Búfalo de la Noche; que es de donde surge el título Se Dice Bisonte, No Bùfalo. Omar ha expresado que este álbum surge con la necesidad de expresar sus sentimientos acerca de dicho filme, cuya banda sonora, como ya hemos mencionado, fue compuesto por The Mars Volta. El arte de portada es obra del colaborador y viejo amigo de Omar, Damon Locks the The Eternals.

## Contenido
Bisonte consiste en 3 tracks vocales y 7 instrumentales, e incluye la versión original de estudio de la canción Please Heat This Eventually (sin las vocales de Damo Suzuki). Omar ejecuta la mayoría de las composiciones solo, aunque el álbum también incluye las participaciones de algunos miembros de The Mars Volta, como Cedric Bixler-Zavala, Marcel Rodríguez-López, Juan Alderete y Adrian Terrazas-Gonzales. También incluye participaciones de Money Mark, John Frusciante,y el exbaterista de The Mars Volta Jon Theodore quien aparece en el tema final, que fue grabado mientras aún era parte de la banda.
"Rapid Fire Tollbooth" se convirtió tiempo después en parte del repertorio de The Mars Volta, y evolucionó en la canción "Goliath" que aparece en el cuarto álbum de estudio de la banda The Bedlam in Goliath.

## Ventas
Se Dice Bisonte fue el primer álbum solista de Omar en aparecer en la lista de Billboard, alcanzando un nº40 en la tabla de Top Heatseekers .

## Lista de canciones
1. "The Lukewarm" – 0:26
2. "Luxury of Infancy" – 1:12
3. "Rapid Fire Tollbooth" – 5:03
4. "Thermometer Drinking the Business of Turnstiles" – 3:00
5. "Se Dice Bisonte, No Búfalo" – 7:00
6. "If Gravity Lulls, I Can Hear the World Pant" – 2:46
7. "Please Heat This Eventually" – 11:24
8. "Lurking About in a Cold Sweat (Held Together by Venom)" – 4:49
9. "Boiling Death Request a Body to Rest Its Head On" – 4:14
10. "La Tiranía de la Tradición" – 5:05

### Disco Bonus (Versión japonesa)
1. "Please Heat This Eventually" (feat. Damo Suzuki) - 24:49

## Integrantes
- Omar Rodríguez-López - Guitarra, Bajo (1, 4, 8, 10), Batería (1), Vocales (1), Wurlitzer (4, 8), Sintetizador (4, 8, 9, 10), Rhodes (8), Piano (10)
- Adrián Terrazas-González - Vientos y Percusión (3, 5, 6, 7, 9), Sax Soprano (9)
- Marcel Rodríguez-López - Batería y Percusión (3, 5, 6, 7, 8, 9), Sintetizador (7, 9), Clavinet (8)
- Juan Alderete - Bajo (3, 5, 7, 9)
- Money Mark - Teclado (3), Piano (5), Órgano, Clavinet, Sintetizador (7)
- Cedric Bixler-Zavala - Vocales & Letras (3, 5, 10)
- John Frusciante - Guitarra (6)
- Jon Debaun - Voz (9)
- Jon Theodore - Batería (10)